# Червен скорпион
Червеният скорпион, известен още като син скорпион (Rhopalurus junceus), е вид паякообразно от семейство дебелоопашати скорпиони (Buthidae). Имената му идват от синьото оцветяване на края на опашката и жилото, както и от тъмночервеникавото му тяло.

## Разпространение и местообитание
Видът е ендемичен за островите Куба и Доминиканската република, както и за части от Централна Америка. Обитава различни екосистеми, вариращи от савански гори до полупустини. Обикновено се среща под скали или паднали дървета.

## Описание
Възрастните червени скорпиони достигат на дължина до 55 – 100 мм. Тялото им варира от жълтеникаво-кафяво до розово и оранжево, с червена или лилава опашка. Осемте крайника са в по-тъмни нюанси на лилаво или черно-кафяво.
Продължителността им на живот е от три до пет години.

## Отрова
Всяка година в Куба стотици хора биват ужилени от този скорпион, но те не са опасни, тъй като отровата има LD50 от 8 mg/kg, което е твърде малко.
Разредена доза от отровата на този вид скорпион се използва в кубинската традиционна медицина за производството на ескоазул (от испански: escorpión azul – син скорпион), като противовъзпалително средство. Отровата е оцветена в синьо и съдържа токсин, чийто състав и структура все още не са известни.